# (17607) Táborsko
(17607) Táborsko ist ein Asteroid des Hauptgürtels, der am 2. Oktober 1995 von den tschechischen Astronomen Miloš Tichý und Zdeněk Moravec am Kleť-Observatorium (IAU-Code 046) in der Nähe der Stadt Český Krumlov in Südböhmen entdeckt wurde.
Der Asteroid ist Mitglied der Koronis-Familie, einer Gruppe von Asteroiden, die nach (158) Koronis benannt ist.
(17607) Táborsko wurde am 24. Juni 2002 nach der Táborsko benannt, der Umgebung der südböhmischen Stadt Tábor, die im 15. Jahrhundert eine Hochburg der Hussitenbewegung war.